# Смерть Егора Сузуна
«Смерть Егора Сузуна» — повесть русского советского писателя Виля Липатова, опубликована в 1963 году.

## История
Повесть была впервые опубликована в 1963 году в книге «Смерть Егора Сузуна — Стрежень», вышедшей в Читинском областном книжном издательстве (Чита, Восточно-Сибирское книжное издательство, 1963).
Повесть «Смерть Егора Сузуна» является одним из первых произведений Виля Липатова. В то время как Липатов вошёл в советскую литературу в качестве молодёжного писателя, данное произведение посвящено образу старого коммуниста, который может служить примером молодым.

## Сюжет
В повести описывается последний день бывшего строителя, который и после выхода на пенсию постоянно приезжает на стройки города и активно участвует в их работе.
Бывший управляющий строительного треста, а ныне персональный пенсионер Егор Сузун построил за свою долгую жизнь полгорода. После выхода на пенсию он продолжает приходить на городскую стройку, чтобы по мере сил участвовать в любимом деле. В это утро он приезжает на автобусе на стройку и видит, что каменщик Лорка Пшеницын, в котором Сузун пытается воспитать профессионала, хочет уехать назад в город. Он понимает, что на стройку дома вновь не завезли раствор. В ходе телефонного разговора с директором комбината Афониным Сузун вдруг осознаёт, что тот лишь делает вид, что работает, а на самом деле умело пытается сохранить своё директорское кресло. Он призывает прораба бороться вместе с ним против Афонина, но тот считает, что это бессмысленно. Выбив для стройки раствор, Сузун любуется как виртуозно Лорка делает кирпичную кладку. После этого он едет на самосвале к директору комбината, чтобы проверить свои подозрения. Во второй половине дня Сузун возвращается в город и идёт в горком партии, чтобы побеседовать с секретарём горкома, начинавшим когда-то простым рабочим у него на стройке. Он делится с секретарём горкома своим сомнением о директоре Афонине. После этого он идёт в гости к своему старому приятелю, который тоже вышел на пенсию. Тот, однако, сильно сдал, хотя уже ничего не делает. Сузун в душе считает, что его бывший заместитель угасает именно потому, что остался без дела и лишь сидит целыми днями в своём саду. В 6 часов вечера они с женой пьют чай и он собирается идти к семье Лорки, которую посещает еженедельно. Уже чувствуя себя нехорошо, он заставляет себя одеться, прощается с женой, но у двери падает и умирает. Через несколько минут раздаётся звонок и прораб Власов просит жену передать Сузуну, что он согласен пойти завтра с ним к директору Афонину…

## Персонажи
- Егор Ильич Сузун — персональный пенсионер, бывший управляющий строительного треста
- Зинаида Ивановна — его жена
- Лорка Пшеницын — каменщик
- Власов — прораб
- Петька Верховцев — знакомый Сузуна
- Вера Алексеевна — мать Лорки
- Афонин — директор комбината
- Иван Васильевич — секретарь горкома
- Василий Васильевич Сыромятников — старинный друг, бывший заместитель Сузуна